# شهيد (اسم)
شهيد هو اسم علم مذكر من أصل عربي، ومعناه هو من يفدي روحه في سبيل الله، والشهيد صيغة مبالغة للشاهد وهوالمشاهد المعاين من لا يغيب شيء من علمه الأمين في شهادته كقوله تعالى: ﴿والله شهيدٌ على ما تعملون﴾ [ ال عمران من الآية 98]وقوله ﴿وجاءت كل نفسٍ معها سائقٌ وشهيدٌ﴾ [ق21].

## شخصيات تحمل الاسم
- شهيد أحمد (5 فبراير 1975 – )
- شهيد أكبر (لاعب كركيت هندي، 6 سبتمبر 1958 – 28 نوفمبر 2012)
- شهيد أنور (لاعب كركيت باكستاني، 5 يوليو 1968 – )
- شهيد خاقان عباسي (سياسي باكستاني، 27 ديسمبر 1958 – )
- شهيد خان (مهندس من الولايات المتحدة الأمريكية، 18 يوليو 1952 – )
- شهيد سعيد (لاعب كركيت باكستاني، 6 يناير 1966 – )
- شهيد علي خان (لاعب هوكي حقل باكستاني، 26 ديسمبر 1964 – )
- شهيد كبير (شاعر هندي، 1 مايو 1932 – 11 مايو 2001)
- شهيد نظير (لاعب كركيت باكستاني، 4 ديسمبر 1977 – )
- شهيد يوسف (لاعب كركيت باكستاني، 15 يونيو 1986 – )

## وصلات خارجية
- موسوعة السلطان قابوس لأسماء العرب نسخة محفوظة 5 أبريل 2019 على موقع واي باك مشين.